# دوريس بهرنز أبو سيف
دوريس بهرنس أبو سيف (ولدت عام 1946، بالإسكندرية، مصر) هي باحثة في الفن والعمارة الإسلامية. وهي أستاذة فخرية [الإنجليزية] في كلية الدراسات الشرقية والأفريقية، بجامعة لندن.
حصلت على درجة الماجستير من الجامعة الأمريكية بالقاهرة ثم حصلت على الدكتوراه من جامعة هامبورج عام 1972. شغلت بعد ذلك مناصب أكاديمية في الجامعة الأمريكية بالقاهرة وجامعة ميونيخ. من عام 2000 إلى عام 2014، كانت رئيسة كرسي ناصر د. خليلي للفن الإسلامي والآثار في كلية الدراسات الشرقية والأفريقية (SOAS)، جامعة لندن. تتركز اهتماماتها البحثية بشكل كبير على الفنون والثقافة في مصر وسوريا في العصر الإسلامي.

## الأعمال المختارة
- Behrens-Abouseif, Doris (1989). Islamic Architecture in Cairo: An Introduction (بالإنجليزية). Leiden, the Netherlands: E.J. Brill. ISBN:9789004096264. Archived from the original on 2025-03-04.
- Behrens-Abouseif, Doris (1994). Egypt's Adjustment to Ottoman Rule: Institutions, Waqf and Architecture in Cairo (16th & 17th Centuries) (بالإنجليزية). Brill. ISBN:978-90-04-49311-7. Archived from the original on 2024-05-14.
- Behrens-Abouseif, Doris (2007). Cairo of the Mamluks: A History of Architecture and its Culture (بالإنجليزية). The American University in Cairo Press. ISBN:9789774160776. Archived from the original on 2024-10-07.
- Behrens-Abouseif, Doris (2010). The Minarets of Cairo: Islamic Architecture from the Arab Conquest to the End of the Ottoman Period (بالإنجليزية). Bloomsbury Academic. ISBN:978-1-84885-539-7.
- Behrens-Abouseif, Doris (2019). The Book in Mamluk Egypt and Syria (1250-1517): Scribes, Libraries and Market (بالإنجليزية). Brill. ISBN:978-90-04-38700-3.